# ليزا أشتون
ليزا أشتون (بالإنجليزية: Lisa Ashton)‏ هي لاعبة دارت بريطانية، ولدت في 27 أغسطس 1970 في بولتن في المملكة المتحدة.

## وصلات خارجية
- ليزا أشتون على موقع DartsDatabase.co.uk (الإنجليزية)